# ちば見聞録
『ちば見聞録』（ちばけんぶんろく）は、千葉テレビ放送制作の紀行番組である。2014年 - 2016年の4月から9月にかけて放送されている。千葉銀行の一社提供番組。前身番組『房総プロムナード』についてもここで述べる。

## 概要
かつて同局で放送されていた『房総プロムナード』の後継番組としてスタートした。『房総プロムナード』同様に、千葉県の歴史や文化・風俗などを紹介する番組となっている。
当番組では、千葉県佐倉市にある国立歴史民俗博物館の協力のもと番組が構成されている。放送内容によっては前編、後編と2回に分けて放送する事もある。2015年放送の第2期からは、全て1回完結型となる。
土曜のゴールデンタイムのため、テレビショッピング（ジャパネットたかたの2時間特番など）や祭礼特番などで休みの週もある。
2016年9月の本放送終了後も、主に穴埋め番組として随時放送されている。また、2021年5月から、サブチャンネルを「チバテレ ミライチャンネル」としてリニューアルしたことに伴い、ここで放送される『チバミライチャンネル』（教育・教養番組枠）内にて、当番組が教養番組の一種として再放送されている。

### 房総プロムナード
1973年から2004年にかけて制作・放送された。千葉県内各地のあらゆる歴史や文化・風俗などを紹介する番組となっている。放送時間は20分で番組の途中で一切CMを挟まない。放送開始から長らく全編フィルム映像であったが，2002年以降制作の回からはVTR映像になり，同時に武田広がナレーションを担当している。
なお，『房総プロムナード』は2013年4月4日から2019年3月28日にかけて制作当時のそのままの映像で再び放送されることとなった。ただし，市町村合併などにより地名が変更されている場合が少なくなく，その注釈は字幕テロップやサイドパネルに入れている。主に1989年から2002年までに制作された回からランダムに放送された。

## 放送内容
- #1、2（2014年4月5日、12日） 城下町と蘭学の地〜佐倉〜（佐倉市、酒々井町）
- #3、4（2014年4月19日、26日） 南総里見八犬伝と里見氏（館山市、南房総市、大多喜町）
- #5、6（2014年5月3日、10日） 貝塚と古墳群が語る 房総の古代（千葉市、芝山町、木更津市、栄町）
- #7、8（2014年5月17日、24日） 鷹狩りの道・御成街道を歩く（千葉市、船橋市、八街市、東金市、山武市、印西市）
- #9、10（2014年5月31日、6月7日） 門前町成田 その歴史と魅力（成田市）
- #11、12（2014年6月14日、21日） 利根川紀行（野田市、流山市、印西市、香取市、銚子市、利根町）
- #13、14（2014年6月28日、7月5日） 房総の名工 波の伊八（鴨川市、いすみ市、木更津市、湯河原町）
- #15（2014年7月12日） 一茶と双樹（流山市、信濃町、上越市）
- #16、17（2014年7月19日、26日） 房総の発酵文化を継承する（神崎町、野田市、流山市、銚子市、酒々井町、九十九里町）
- #18、19（2014年8月2日、9日） 房総の偉人 『日蓮』（匝瑳市、多古町）
- #20、21（2014年8月16日、23日） 房総の小江戸 佐原を歩く（香取市）
- #22（2014年8月30日） 房総のめぐみとその歴史（市川市、松戸市、鎌ケ谷市、旭市、山武市、八街市）
- #23、24（2014年9月6日、13日） 千葉氏と頼朝伝説（千葉市、酒々井町、東庄町）
- #25、26（2014年9月20日、27日） ちばベイエリア今昔物語（千葉市、船橋市、浦安市）
- #27（2015年4月4日） ふさの国 千葉（市川市、市原市、四街道市、八街市）
- #28（2015年4月11日） 千葉の古街道〜房総往還から大多喜街道（睦沢町、長南町）
- #29（2015年4月18日） 成田空港と牧士の里（成田市、富里市）
- #30（2015年4月25日） 印旛沼ものがたり（印旛沼周辺（栄町、酒々井町、印西市、佐倉市、成田市、八千代市））
- #31（2015年5月2日） 伝統を守る〜房総の工芸品〜（日本刀・凧）（千葉市、市原市）
- #32（2015年5月9日） 上総・天平の文化（市原市）
- #33（2015年5月16日） 房総の偉人〜大原幽学（旭市）
- #34（2015年5月23日） 房総の檀林（匝瑳市）
- #35（2015年5月30日） 千葉の城下町〜久留里〜（君津市）
- #36（2015年6月6日） 千葉の城下町〜大多喜〜（大多喜町）
- #37（2015年6月13日） 押送船と布良星伝説（館山市、南房総市、千葉市）
- #38（2015年6月20日） 伝統を守る〜房総の伝統工芸（市川市、松戸市、宇佐市）
- #39（2015年6月27日） 千葉の城下町〜関宿〜（野田市、広島市）
- #40（2015年7月4日） 風土記〜松戸あたり（松戸市）
- #41（2015年7月11日） 風土記・市川を歩く（市川市）
- #42（2015年7月18日） 東征伝説の舞台（木更津市、富津市）
- #43（2015年7月25日） 千葉の偉人 菱川師宣（鋸南町）
- #44（2015年8月1日） 酪農の里〜嶺岡（南房総市）
- #45（2015年8月8日） 九十九里紀行（九十九里町）
- #46（2015年8月15日） 風土記 鴨川を歩く（鴨川市）
- #47（2015年8月22日） 風土記 銚子を歩く（銚子市）

## 放送局
| 放送対象地域 | 放送局                                 | 系列     | 放送日時                 | 放送日                                                                                          | 備考              |
| ------------ | -------------------------------------- | -------- | ------------------------ | ----------------------------------------------------------------------------------------------- | ----------------- |
| 千葉県       | 千葉テレビ放送（CTC、チバテレ） 制作局 | JAITS    | 土曜 20時00分 - 20時25分 | 2014年4月5日 - 9月27日（第1期） 2015年4月4日 - 9月26日（第2期） 2016年4月2日 - 9月24日（第3期） | 再放送あり        |
| 全国         | 旅チャンネル                           | 衛星放送 | 随時放送                 | 2014年6月 - （第1期） 2015年7月 - （第2期） 2016年7月 - （第3期）                               | 2014年6月放送開始 |